# Dariusz Adamczuk
Dariusz Adamczuk, poljski nogometaš, * 20. oktober 1969, Szczecin, Poljska.
Do leta 2016, ko se je upokojil, je nastopal za Pogoń Szczecin, Eintracht Frankfurt, Dundee, Udinese Calcio, Belenenses in Rangerse.